# Lärm- und Vibrations-Arbeitsschutzverordnung
Die Lärm- und Vibrations-Arbeitsschutzverordnung ist eine deutsche Verordnung, die den Schutz der Beschäftigten (Arbeitsschutz) bei Gefährdungen durch Lärm und Vibration sicherstellen soll.
Die „Verordnung zum Schutz der Beschäftigten vor Gefährdungen durch Lärm und Vibrationen“ – LärmVibrationsArbSchV – wurde am 6. März 2007 erlassen (BGBl. I S. 261). Sie wurde auf der Grundlage des Arbeitsschutzgesetzes erlassen. Zuletzt geändert wurde die Verordnung mit Änderungsverordnung vom 19. Juli 2010 (BGBl. I S. 960, 964). Mit der LärmVibrationsArbSchV werden die beiden europäischen Arbeitsschutz-Richtlinien zu Lärm (Richtlinie 2003/10/EG) und Vibrationen (Richtlinie 2002/44/EG) in staatliches Recht übernommen; das internationale ILO-Übereinkommen Nr. 148 zu Lärm wird mit der Verordnung umgesetzt.

## Inhalt
Die LärmVibrationsArbSchV enthält Grundvorschriften zum Schutz der Beschäftigten vor Lärm- und Vibrationsbelastungen bei der Arbeit. Für die betriebliche Praxis werden erläuterungsbedürftige Bestimmungen der Verordnung durch Technische Regeln auf untergesetzlicher Ebene weiter konkretisiert. Die Technischen Regeln wurden von einem fachkundig besetzten Ausschuss (Betriebssicherheitsausschuss) ermittelt. Die amtliche Veröffentlichung dieser Regeln erfolgt durch das Bundesministerium für Arbeit und Soziales im Gemeinsamen Ministerialblatt.

## Geltungsbereich
Die LärmVibrationsArbSchV gilt umfassend für alle Beschäftigungsbereiche. Vom Anwendungsbereich ausgenommen sind die Beschäftigten auf Seeschiffen und die Beschäftigten im Bergbau, soweit dafür Rechtsvorschriften bestehen, die gleichwertige Regelungen enthalten. Für Beschäftigte der Bundeswehr, die bei Tätigkeiten Lärm und Vibrationen ausgesetzt sind oder ausgesetzt sein können, ist das Bundesministerium der Verteidigung ermächtigt, Ausnahmen von den Bestimmungen der Verordnung vorzusehen.
Mit der Verordnung werden bundeseinheitliche Bestimmungen für die Arbeit der Beschäftigten unter Einwirkungen von Lärm und Vibrationen geschaffen. Das Ziel der Verordnung ist es, die Beschäftigten vor Gesundheitsschäden zu schützen und die Sicherheit am Arbeitsplatz zu verbessern.

## Richtwerte
Die Verordnung legt folgende Richtwerte fest:

### Lärm
Auslösewerte in Bezug auf die Tages-Lärmexpositionspegel und den Spitzenschalldruckpegel:
Obere Auslösewerte: LEX,8h = 85 dB(A) beziehungsweise LpC,peak = 137 dB(C),
Untere Auslösewerte: LEX,8h= 80 dB(A) beziehungsweise LpC,peak = 135 dB(C).

### Vibrationen
Hand-Arm-Vibrationen:
Expositionsgrenzwert: A(8) = 5 m/s2
Auslösewert: A(8) = 2,5 m/s2.
Ganzkörper-Vibrationen:
Expositionsgrenzwert: A(8) = 1,15 m/s2  in X- und Y-Richtung und A(8) = 0,8 m/s2  in Z-Richtung
Auslösewert: A(8) = 0,5 m/s2.

## Weitere Bestimmungen
Neben den Grenzwerten für Lärm und Vibrationen, die auf Beschäftigte einwirken dürfen, bestimmt die LärmVibrationsArbSchV zudem die anzuwendenden Methoden zur Ermittlung dieser Werte, so wie auch verschiedene Maßnahmen zur Vermeidung und Minderung der Gefahren durch diese Expositionen. Dazu gehören neben technischen Mitteln, wie zum Beispiel Gehörschutz, auch die Schulung der Beschäftigten sowie arbeitsmedizinische Vorsorgeuntersuchungen (z. B. G20 „Lärm“). Im letzten Abschnitt der Verordnung sind zulässige Ausnahmen, Übergangsfristen und Ordnungswidrigkeiten geregelt.

## Hilfe zur Umsetzung der Lärm- und Vibrations-Arbeitsschutzverordnung
Zur Unterstützung bei der Realisierung technischer Lärmschutzmaßnahmen nach der Lärm-VibrationsArbSchV bietet die Webanwendung „Lärmschutzinformation des Instituts für Arbeitsschutz der Deutschen Gesetzlichen Unfallversicherung – IFA-LSI 01-200“ eine Übersicht verschiedener Bezugsquellen für geräuscharme Werkzeuge sowie Bauelemente, Einrichtungen und Materialien zur Lärmminderung. Die Suche nach Herstellern oder Lieferanten erfolgt in der Webanwendung über Kategorien, zudem gibt es ein alphabetisches Lieferantenverzeichnis. Die Informationen beruhen auf Selbstauskünften der Lieferanten ohne einen Anspruch auf Vollständigkeit. Eine kommerzielle Nutzung sowie Haftung sind ausgeschlossen.